# Trzcinnik (ryba)
Trzcinnik (Erpetoichthys calabaricus) – gatunek słodkowodnej ryby z rodziny wielopłetwcowatych (Polypteridae), jedyny przedstawiciel rodzaju Erpetoichthys. Stanowi przedmiot handlu dla potrzeb akwarystyki.

## Występowanie
Wolno płynące rzeki i wody stojące Afryki Zachodniej i Środkowej – od Beninu po Gabon i Brazzaville w Kongo. 

## Budowa
Jako przedstawiciel rodziny wielopłetwcowatych posiada charakterystyczną płetwę grzbietową, którą tworzy kilka pojedynczych płetw o mocnym kolcu i przyczepionych do niego kilku miękkich promieniach. Jest pokryty łuskami ganoidalnymi. Od pozostałych wielopłetwców odróżnia go długie, węgorzowate ciało i brak płetw brzusznych. Ubarwienie oliwkowozielone, brzuch pomarańczowożółty. W naturze dorasta do 90cm, ale w akwariach osiąga od 15 do 25cm. 
Dymorfizm płciowy: samiec w okresie tarła ma powiększoną płetwę odbytową.

## Biologia i ekologia
Jest gatunkiem słodkowodnym. Występuje w wolno płynących rzekach i wodach stojących. Preferuje zamulone i niezbyt głębokie wody. Toleruje zbiorniki o niskiej zawartości tlenu. Może penetrować środowiska lądowe, poruszając się ruchem przypominającym ruch węża, a także zdobywać pokarm na lądzie. Żeruje w nocy. Zjada różne bezkręgowce, głównie larwy owadów i skorupiaki, które odnajduje za pomocą elektroreceptorów, a także mniejsze ryby, martwe organizmy i części roślin.
Biologia rozrodu tego gatunku nie została jeszcze poznana. Wiadomo jedynie, że jest to gatunek o zapłodnieniu zewnętrznym.

## Badania
Trzcinnik wraz z wielopłetwcem senegalskim (Polypterus senegalus), również należącym do rodziny Polypteridae, są obiektami badań nad organizacją centralnego układu nerwowego. Prowadzone są badania nad organizacją takich układów jak:
- układ nitroergiczny[14]
- układ serotoninergiczny[15]
- układ hipokretynergiczny[16].